# Haci Ier Giray
Haci ou Hadji Ier Giray (30 novembre 1397 — Août 1466) est le fondateur et le premier souverain du khanat de Crimée.

## Biographie

### Origine
Haci ou Hadji est un descendant à la septième génération de Tuqa-Temür, fils de Djötchi, le fils aîné de Gengis Khan.

### Règne
Il monte sur le trône vers 1420 après une longue querelle avec les khans de la Horde d'or pour l'indépendance du khanat de Crimée. Il a été aidé dans cette tâche par le grand-duché de Lituanie.
Haci Giray est le fondateur de la dynastie Giray des khans de Crimée. En 1456, il est déposé pendant quelque temps à la suite d'une révolte de son propre fils, Hayder, mais il retrouve bientôt son trône.

## Famille

### Epouse et descendance

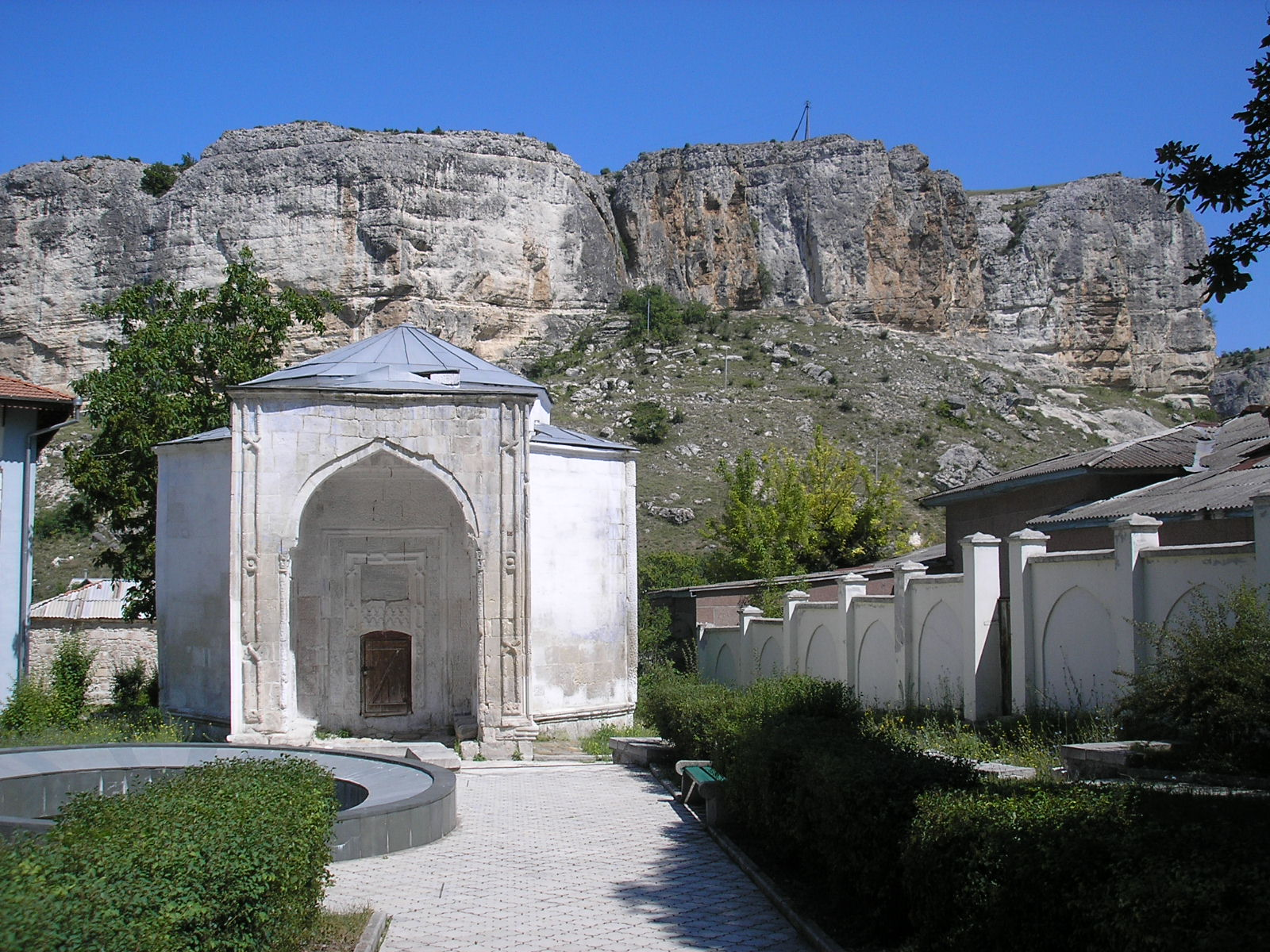
Turbe (mausolée) à Salatchyk.

Haci Giray est le père de :
- Hayder ;
- Nur Devlet Giray.
- Mengli Giray ;

## Source
- (en) Alan W. Fisher, The Crimean Tatars, Standford University California, Hoover Institution Press, 1987, 264 p. (ISBN 0817966625), p. 1,3-8,12